# Koduj dla Polski
Koduj dla Polski – społeczność tworząca oddolnie projekty informatyczne, które mają być społecznie użyteczne.
Program Koduj dla Polski został zainicjowany przez Fundację ePaństwo we wrześniu 2013 roku. Obecnie jest współtworzony przez wielu partnerów społecznych, a także osoby indywidualne – organizujące spotkania, kierujące projektami, współtworzące aplikacje, prowadzące rzecznictwo na rzecz otwartych danych.
Efektem pracy Koduj dla Polski jest 18 projektów, w tym takie aplikacje jak Pola czy Wysadź ulicę.
Spotkania pod marką Koduj dla Polski, organizowane przez lokalne organizacje lub osoby prywatne, odbywają się regularnie w kilku polskich miastach.